# Мечеть (Чернышово)
Соборная мечеть Чернышова — здание мечети в ныне нежилом татарском селе Чернышово на территории Енкаевского сельского поселения в Кадомском районе Рязанской области. Здание мечети из красного кирпича одноэтажное на высоком цоколе с круглым минаретом сохранилось до нашего времени. Помимо здания мечети в селе сохранилось 2-этажное здание жилого дома (по другому источнику школы-мектеба).
Памятник архитектуры Рязанской области (постановление Рязанской областной думы от 26.10.1994 № 17). Поставлена на учет решением Рязанского облисполкома от 09.10.1986 № 281/17. Площадь памятника с охранной зоной — 0,38 га.

## Описание
В советское время утрачена кровля здания, крыльцо перед главным входом, её деревянные перекрытия и отделка интерьера. Здание кирпичное, с наружной лицевой кладкой и белёными штукатурными наличниками. Постройка выдержана в духе эклектики, стилизованные мотивы мусульманского зодчества соединены с элементами неороманики и неоготики. В объёмной композиции доминирует асимметрично расположенный минарет.
Крупный двусветный прямоугольный объём мечети имеет ярко выраженную продольную ориентацию и вытянут с севера на юг. На южном торце выступает полукруглый михраб, напоминающий апсиду. С севера выступает ризалит сеней. На северо-восточном углу возвышается пятиярусный минарет, соединённый с сенями. Нижние ярусы минарета прямоугольные, два следующих — восьмигранные, верхний — цилиндрический под шатровой кровлей и с круговым балконом.
Фасады основной части здания и михраба покрыты ленточным рустом. На рустованном фасаде сделано пять арочных ниш, куда вписаны окна, расположенные в два ряда. Внизу устроены небольшие сдвоенные окна с лучковыми перемычками (ложные чередуются с настоящими), над которыми сделаны фигурные филёнки. Над ними расположены сдвоенные арочные окна верхнего света с круглыми окнами-розами вверху, наподобие флорентийского окна. Фасады нижнего яруса минарета оформлены большими плоскими стрельчатыми нишами, в верхней части которых прорезаны круглые окна. Все проёмы кроме арочных окон михраба, подчёркнуты профилированными штукатурными наличниками. Стены основного объёма завершены карнизом с аркатурой и зубцами, переходящим на нижний ярус минарета, увенчанный треугольными фронтонами. Такой же фронтон устроен над сенями с востока. Верхние гладкие ярусы минарета контрастируют с основным объёмом здания и массивными кронштейнами балкона. Прямоугольный вход расположен с востока и обрамлён штукатурным арочным порталом. Изломы в основании его подвышенной арки опираются на тонкие стойки, равномерно опоясанные в четырёх уровнях.
За входным тамбуром в сенях поднимается широкая парадная лестница. В северо-восточном углу мощные стены ограждают квадратное помещение для деревянной винтовой лестницы с забежными ступенями, соединяющей ярусы минарета. Молельный зал разделён поперечной капитальной стеной с тремя арочными проходами (он был перекрыт подшивным потолком). В северной части были хоры для женщин. Арочные и круглые окна в интерьере обрамлены профилированными штукатурными тягами — как и обрушенный потолок с розеткой в центре. Ниша михраба, перекрытая конхой, фланкирована каннелированными пилястрами с трилистником капители.
В северо-восточном углу, на стыке продольной стены с основанием минарета, довольно высокий прямоугольный проход без наличника, завершённый горизонтальной перемычкой, ведёт в полуподвал, значительно меньший по площади, чем основное пространство. Его потолок, нависающий над самыми окнами, подшит к брусьям пола основного этажа.

## Приход (махалля)
До постройки в 1905–1908 гг. мечети жители мусульмане относились к приходу мечети с. Иванкова. Количество прихожан нового прихода составило 193 чел. 

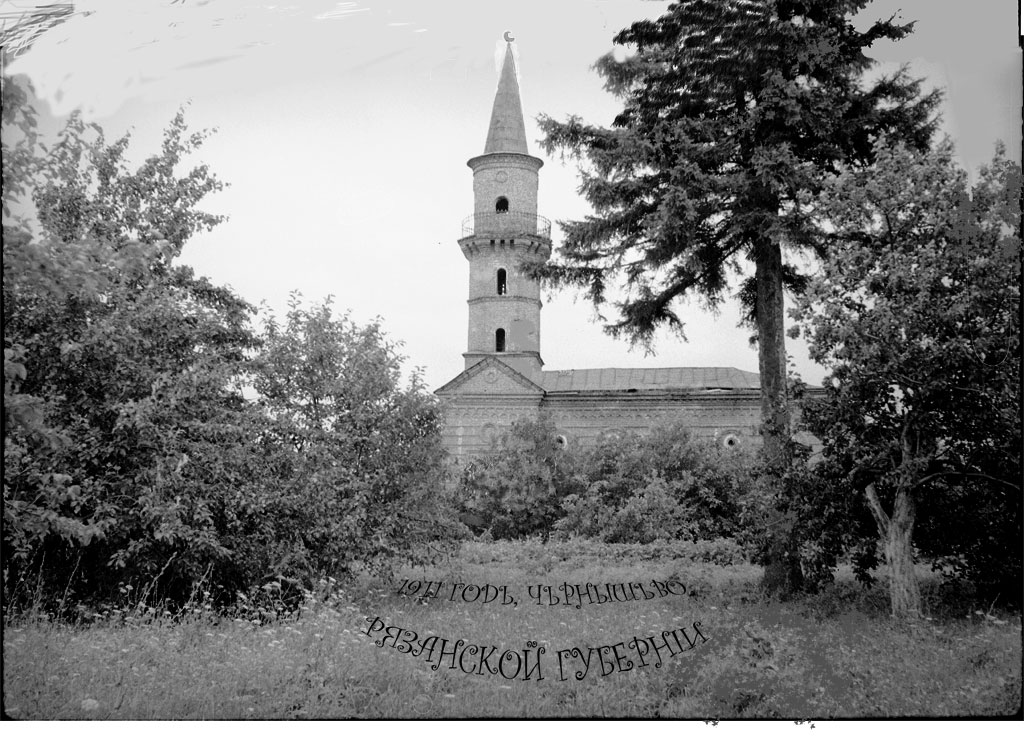
Мечеть с. Чернышево. 1911 год.